# Slender Man
Slender Man és un personatge fictici creat l'any 2009 en un fòrum d'Internet anomenat Something Awful per l'usuari Erick Knudsen (àlies «Victor Surge»), convertit ara en una llegenda urbana. És representat com un home prim, extremadament alt, amb braços molt llargs, mans més grosses que les d'un humà, visatge blanc sense trets facials. Sol portar un vestit formal negre i de vegades té tentacles a l'esquena. Les diverses llegendes formades al voltant del personatge conten que Slender Man assetja, segresta i traumatitza persones, especialment nens.

## Origen
Slender Man fou creat en un fil del fòrum d'Internet Something Awful començat el 8 de juliol de 2009, amb l'objectiu de fer un concurs en línia de muntatge fotogràfic perquè aquestes continguin entitats sobrenaturals. El 10 de juny, un usuari amb el nom de Victor Surge contribueix amb dues imatges en blanc i negre d'uns grups de nens, afegint-hi una figura espectral alta i esvelta, amb un vestit negre. Les entrades de participants anteriors consistien únicament en fotografies, en canvi, l'autor complementà la seva presentació amb fragments de text, suposadament dels testimonis, la descripció dels segrests dels grups de nens, donant-li un nom al personatge, «The Slender Man».
En una entrevista al lloc web Know Your Meme, Victor Surge (nom real Eric Knudsen) afirmà que s'inspirà en llegendes de «la gent ombra», els escrits d'H.P. Lovecraft, Zack Parson, Stephen King (sobretot en The Mist) i el surrealisme de William Seward Burroughs. La seva intenció era, segons ell, «formular una cosa les motivacions de la qual a penes puguin ser compreses, i que desencadeni inquietud i terror en la població general».

## Atacs inspirats
El 31 de maig de 2014, dues nenes de 12 anys, a Waukesha, Wisconsin (EUA), subjectaren i apunyalaren una companya de classe de la mateixa edat 19 vegades. Quan se'ls preguntà a les autoritats, segons els informes, afirmaren que volien cometre un assassinat com un primer pas per a convertir-se en acòlits de Slender Man, després d'haver llegit sobre ell. Gràcies a la intervenció d'un ciclista que passava, la víctima sobrevisqué a l'atac. Les agressores foren acusades com a adultes i cadascuna s'enfronta a fins a 65 anys de presó. Una de les noies digué que Slender Man l'observava, i pot llegir la ment, i teleportar-se. L'1 d'agost de 2014, fou declarada no apta per a ser jutjada i el judici fou suspès fins que la seva condició no hagi millorat.
En una declaració als mitjans de comunicació, Eric Knudsen digué: «Estic profundament entristit per la tragèdia a Wisconsin i el meu cor és amb les famílies dels afectats per aquest terrible acte».
Després d'escoltar la història, una dona no identificada de Hamilton (Ohio), digué a un reporter de televisió del canal WLWT que la seva filla de 13 anys l'havia atacada amb un ganivet. La mare digué que l'atac havia estat motivat per Slender Man.
El 4 de setembre de 2014, una nena de 14 anys a Port Richey (Florida) calà foc a la casa de la seva família, mentre la seva mare i el seu germà de nou anys eren a l'interior. La policia informà que l'adolescent havia estat llegint històries sobre Slender Man per Internet, així com un llibre electrònic anomenat "Soul Eater". Eddie Daniels, de l'Oficina del Sheriff, digué: "Havia visitat la pàgina web que conté una gran quantitat de la informació i les històries de Slender Man […] Seria segur dir que hi ha una connexió amb això."